# Tuskar
Tuskar (ros. Тускарь) – rzeka na południowym zachodzie europejskiej części Rosji w obwodzie kurskim, prawy (trzeci co do wielkości) dopływ Sejmu o długości 108 km i powierzchni dorzecza 2475 km².
Rzeka wypływa ze źródeł na Wyżynie Środkoworosyjskiej w rejonie szczigrowskim (wieś (ros. деревня, trb. dieriewnia) Nowoaleksandrowka), a uchodzi do Sejmu w Kursku.
Prawe dopływy Tuskara to: Snowa, Niepołka, Obmieć i Kur, a lewym dopływem jest Winogrobl.